# Алиев, Иван Михайлович
Иван Михайлович Алиев (19 октября 1892 года, город Темир-Хан-Шура (ныне Буйнакск) Дагестанской области — 11 февраля 1964 года, Волгоград) — советский военный деятель, Генерал-майор (1943 год).

## Начальная биография
Иван Михайлович Алиев 19 октября 1892 года в городе Темир-Хан-Шура, ныне Буйнакске. Татарин.

## Военная служба

### Первая мировая и гражданская войны
В 1913 году был призван в ряды Русской императорской армии. В 1916 году был выпущен из Павловского военного училища в Петрограде.
В чине прапорщика принимал участие в Первой мировой войне на Румынском фронте в должности начальника команды пешей разведки.
С июня 1917 года Алиев был инструктором отряда Красной гвардии в Одессе.
С августа 1918 года служил в рядах РККА.
Во время Гражданской войны принимал участие в боевых действиях на Южном и Восточном фронтах. С августа 1918 года был адъютантом и начальником партизанского отряда Шестопалова на Украине, с ноября — старшим разведчиком Курской Коммунистической роты Красной Армии, затем Алиев служил в отдельном Курском батальоне на должностях адъютанта батальона, начальника команды гренадер, командира отдельного Курского маршевого батальона.
С апреля 1919 года служил в запасном полку 5-й армии (Восточный фронт) на должностях начальника команды гренадер, командира технической роты, командира отдельной саперной роты и начальника военно-квартирной комиссии полка.
В апреле 1920 года был назначен на должность командира роты Одесских курсов комсостава, с августа служил на должности помощник заведующего и временно исполняющего должность заведующего разведкой штаба обороны Черноморского побережья, а с октября — на должности помощника начальника и временно исполняющего должность начальника разведки штаба 41-й стрелковой дивизии (14-я армия).

### Межвоенное время
В июле 1921 года Алиев был назначен на должность помощника начальника разведывательного отделения оперативного отдела ВЧК особого отдела Киевского округа по охране границ, в сентябре — на должность командира роты 194-го пограничного батальона, в январе 1922 года — на должность командира отдельных рот 112-го отдельного батальона войск ВЧК, особых отделов № 2 и 5, а в мае 1922 года — на должность командира 113-го отдельного батальона войск ГПУ там же.
С августа 1922 года в Украинском военном округе исполнял должность помощника командира 67-го стрелкового полка (23-я стрелковая дивизия), затем командовал батальонами в 51-й Перекопской и 15-й стрелковой дивизиях.
В 1924 году закончил подготовительное отделение Харьковских высших повторных курсов комсостава, а в 1925 году — Высшие военно-педагогические курсы РККА.
С августа 1925 года Алиев работал преподавателем, затем главным руководителем тактики Объединённой Среднеазиатской национальной военной школы, а с октября 1927 года — руководителем стрелково-тактической подготовки, затем преподавателем Саратовской школы переподготовки комсостава запаса ПриВО. В 1929 году был назначен на должность начальника хозяйственной части, а с июля 1930 года вновь работал преподавателем этой школы.
В октябре 1930 года Алиев был назначен на должность помощника командира по хозяйственной части 66-го стрелкового полка 23-й стрелковой дивизии (Северо-Кавказский военный округ).
В ноябре 1933 года Иван Михайлович Алиев был уволен в запас приказом РВС СССР, но в январе 1940 года вновь призван в ряды РККА и был назначен на должность помощника командира батальона по тактической подготовке Магнитогорских Курсов усовершенствования командного состава запаса УрВО, с февраля временно исполнял обязанности руководителя тактики этих курсов. В феврале 1941 года был назначен на должность начальника учебного отдела курсов политсостава этого же округа.

### Великая Отечественная война
С июля 1941 года командовал 1068-м стрелковым полком 313-й стрелковой дивизии, находившейся на формировании в Ижевске (Уральский военный округ), по завершении которой дивизия в сентябре 1941 года была передислоцирована на Карельский фронт и включена в состав 7-й армии. Вела оборону против противника, наступавшего на Петрозаводск и Кондопогу. В середине октября дивизия была включена в состав Медвежьегорской оперативной группы и вела оборону к югу от Медвежьегорска. В начале декабря противник прорвал оборону, захватил Пиндуши и Медвежьегорск и отрезать пути для отступления дивизии, но 8 декабря она вышла из окружения по Повенецкому заливу. В октябре 1941 года вступил в командование 52-м стрелковым полком 37-й стрелковой дивизии, однако уже 27 октября был ранен, после чего лечился в госпитале и после выздоровления 25 декабря 1941 года назначен на должность командира 131-го армейского запасного стрелкового полка, а в августе 1942 года — на должность командира 314-й стрелковой дивизии, которая в конце сентября была включена в состав 2-й ударной армии (Волховский фронт) и приняла участие в Синявинской наступательной операции, с января по март 1943 года в составе этой же армии принимала участие в операции «Искра», целью которой была деблокада Ленинграда. В ходе операции дивизия обеспечивала фланг ударной группировки фронта. Вскоре 314-я стрелковая дивизия под командованием Алиева в составе 2-й ударной и 67-й армий принимала участие в Мгинской, Красносельско-Ропшинской, Ленинградско-Новгородской наступательных операциях, а также в освобождении города Кингисепп. Приказом ВГК 314-й стрелковой дивизии было присвоено почетное наименование «Кингисеппская», а Иван Михайлович Алиев был награждён орденом Красного Знамени. С марта 1944 года заместитель командира 108-го стрелкового корпуса. С июля по октябрь 1944 года командир 268-й стрелковой дивизии.
В октябре 1944 года генерал-майор Алиев был назначен на должность командира 124-го стрелкового корпуса, который под его командованием принимал участие в Прибалтийской и Восточно-Прусской наступательных операциях.
За умелую организацию и правильное руководство боевыми действиями корпуса, успешное выполнение поставленных боевых задач, а также проявленные при этом мужество и героизм генерал-майор Иван Михайлович Алиев был награждён орденом Кутузова 2-й степени.

### Послевоенная карьера
С окончанием войны генерал-майор Алиев был назначен на должность начальника курсов усовершенствования офицеров пехоты ДонВО, а в феврале 1946 года — на должность начальника военной кафедры Львовского лесотехнического института.
В июне 1946 года генерал-майор Иван Михайлович Алиев вышел в отставку. Умер 11 февраля 1964 года в Волгограде.

## Награды
- Четыре ордена Красного Знамени (30.06.1942, 07.04.1943, 03.11.1944, 1945);
- Орден Суворова 2 степени (29.06.1945);
- Орден Кутузова 2 степени (21.02.1944);
- Медали.